# Mittler Wissberg
Mittler Wissberg är en bergstopp i Schweiz.   Den ligger i regionen Viamala och kantonen Graubünden, i den östra delen av landet, 170 km öster om huvudstaden Bern. Toppen på Mittler Wissberg är 3 002 meter över havet, eller 94 meter över den omgivande terrängen. Bredden vid basen är 1,0 km.
Terrängen runt Mittler Wissberg är bergig västerut, men österut är den kuperad. Trakten runt Mittler Wissberg är nära nog obefolkad, med mindre än två invånare per kvadratkilometer.. Närmaste större samhälle är Savognin, 13,4 km norr om Mittler Wissberg. 
Trakten runt Mittler Wissberg består i huvudsak av gräsmarker.